# Жоффруизм

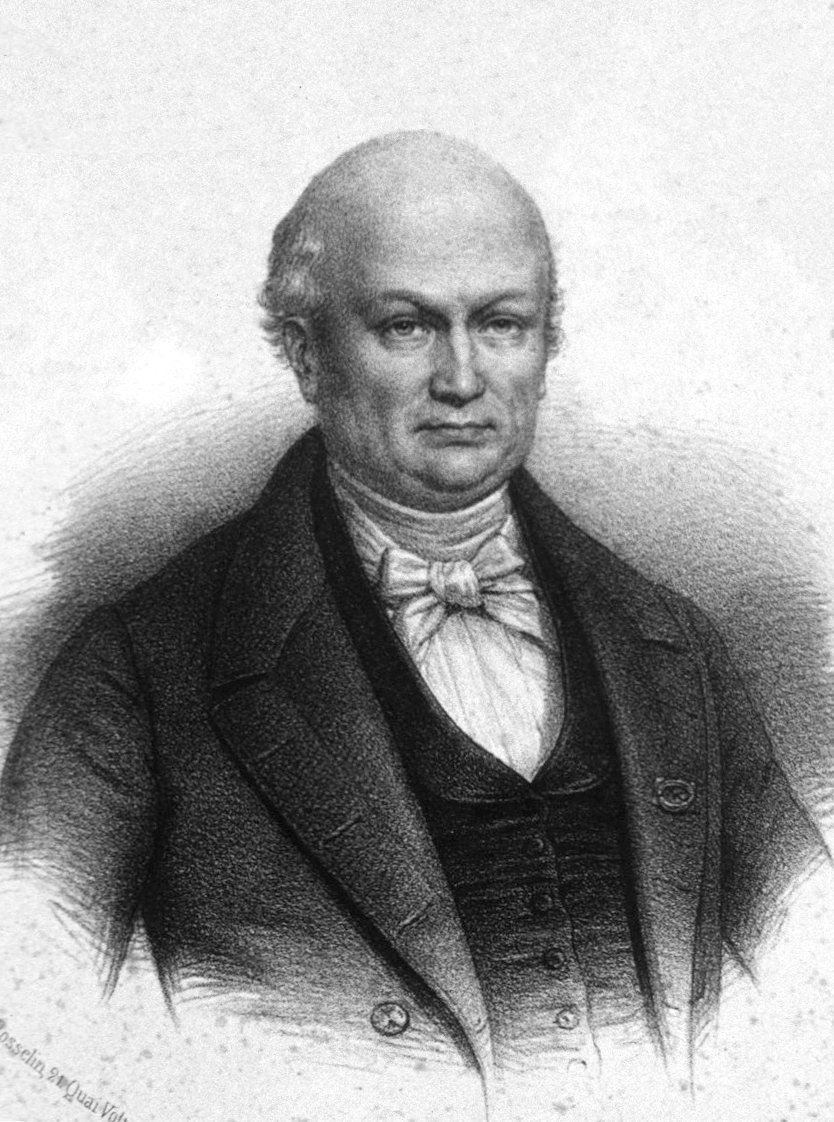
Этьен Жоффруа Сент-Илер

Жоффруизм (термин русскоязычной науки) — эволюционная концепция в биологии, постулирующая, что причина эволюции — в целесообразных и наследуемых реакциях зародышей организмов на изменения среды. Названа по имени Жоффруа Сент-Илера, который, развивая в первой половине XIX века теорию Ламарка о трансформации видов, основное внимание уделял начальным этапам онтогенеза, как наиболее важным для процесса преобразования форм жизни. На эту забытую сторону учения Жоффруа впервые указал палеонтолог Дмитрий Николаевич Соболев: «Теория внезапных вариаций обязана своим возникновением Жоффруа. Согласно этой теории быстрые перемены в окружающей среде оказывают своё действие главным образом на зародыш и обусловливают появление новых форм подобно тому, как эксперимент, при котором зародыш помещается в ненормальные условия развития, вызывает возникновение уродств» (Соболев Д.Н. Наброски по филогении гониатитов. Варшава, 1914, с. 118—119). После этого зоолог Холодковский ввел сам термин в статье «Ламаркизм и жоффруизм» . Однако он едва коснулся мельком темы преобразования зародыша в ненормальных условиях развития, вследствие чего термином  сто лет ошибочно обозначают идею прямого влияния среды на видообразование, хотя идея стара, как мир — упомянута ещё в Библии (Бытие, гл. 30, стихи 32—43). Вернул термину исконный смысл Ю.В. Чайковский. .

## Влияние на эволюционную биологию
Элементы жоффруизма включены во многие теории эволюционного процесса. Биогенетический закон, сформулированный Эрнстом Геккелем, постулирует повторение онтогенезом филогенеза. То есть в основу исторического преобразования организмов кладутся изменения пути их индивидуального развития. Гипотетические макромутации Рихарда Гольдшмидта, резко трансформируя онтогенез, порождают «перспективных уродов», которые могут быть поддержаны естественным отбором и дать начало новым видам .
Бельгийский биолог Альберт Дальк предложил термин онтомутация для обозначения «резких, глубоких, радикальных и одновременно жизнеспособных трансформаций, возникающих в цитоплазме яйцеклетки как морфогенетической системе», которые вызываются резкими изменениями внешних факторов среды, влияющими одновременно на всех самок в популяции в период созревания яйцеклеток.
Один из крупнейших палеонтологов XX века Отто Шиндевольф предложил теорию типострофизма, в основу которой положен принцип предварения филогенеза онтогенезом. Игнорируя популяционные процессы, отвергая эволюционную роль случайности, он признавал носителем эволюции отдельную особь. Отсутствие промежуточных форм в палеонтологической летописи Шиндевольф объяснял быстрыми перестройками организмов, обусловленными резкими изменениями уровня космической и солнечной радиации. Ему же принадлежит крылатая фраза: «Первая птица вылетела из яйца рептилии».
Современный эволюционизм также пользуется идеями Жоффруа Сент-Илера. Так Стивен Джей Гулд, защищая концепцию прерывистого равновесия, пишет:

Естественный отбор действительно требует наличия временных переходных форм, но не обязательно это будет ряд неощутимо мало изменяющихся промежуточных видов. Почему кости не могут передвинуться на новое место сразу, в результате небольшого генетического изменения, сильно влияющего на морфологию организма в период раннего развития? Малые изменения на ранней стадии жизни эмбриона часто накапливаются в процессе онтогенеза и ведут к глубоким модификациям соответствующего взрослого организма. Например, раннее созревание может привести к тому, что появится взрослый организм с многими чертами личинки родительского вида. Это явление, называемое прогенезом, было использовано для объяснения быстрого появления многих крупных групп. Сравнительно недавно появились работы, в которых защищается пунктуационный (прерывистый) характер происхождения крупных групп посредством малых генетических изменений, сильно влияющих на онтогенез.